# Kormeghatározás
A kormeghatározás azért szükséges, hogy a földtörténeti és történelmi események sorrendjét megadhassuk. Ez az egyes kőzetrétegek képződései idejének, illetve a fosszíliák (egykori élőlények megkövesedett maradványai) és a különböző emberi eszközök korának meghatározásával lehetséges.
A kormeghatározásnak kétféle módja van: relatív és abszolút.

## Relatív kormeghatározás
Az események sorrendiségét adja meg anélkül, hogy konkrét évszámokat adnánk meg. Például: kormeghatározás kráterszámlálással.  

## Abszolút kormeghatározás
A kőzetrétegek és régészeti leletek, illetve egyes események korát, idejét megközelítő pontossággal próbálja meghatározni években, évmilliókban. Eszköze a radiometrikus kormeghatározás. Ezen belül a régészetben a radiokarbon-vizsgálatot alkalmazzák.
Égetett agyagedényeknél a kormeghatározás módszere a termolumineszcencia. Pontossága ±15%.
Egyéb módszerek:
- részecskegyorsítós tömegspektrometria (AMS)
- kálium-argonos kormeghatározás (K-Ar kormeghatározás)
- a fák évgyűrűinek használata (dendrokronológia)
- obszidián hidratálásán alapuló kormeghatározás
- fluor felszívódását alkalmazó kormeghatározás
- biokronológia
- aminosav alapú kormeghatározás
- asztronómiai kronológia stb.